# ميناء ليكسوس (منتجع)
ميناء ليكسوس هو منتجع مستقبلي مغربي، يقع بين طنجة و العرائش؛ فإنه يوفر  000 12 سرير، بدأها المطور البلجيكي توماس & بيرون و كولبير شركة مصفاة نفط عمان.
المحطة سوف تشمل 7 فنادق، فيلات، شقق سياحية ريزيدنس, 2 ملاعب الغولف، مارينا (120 خطوط)، منطقة تجارية فضلا عن غيرها من المعدات. الموقع يتوقع أن يفتتح أبوابه في عام 2016. المجموعة الفندقية التي ستتولى إدارة الفنادق في المنتجع سيكون من دون شك مجموعة أكور. 
المنتجع يخدمه الطريق السريع A5، ويقع المنتجع على بعد 80 كيلومترا إلى الجنوب من مطار طنجة ابن بطوطة.

## وصلات خارجية
- الموقع الرسمي